# 板井茂
板井 茂（いたい しげる、1952年5月 - ）は、日本の薬学者（プレフォーミュレーション・製剤設計・ドラッグデリバリーシステム）。学位は薬学博士（星薬科大学・1986年）。板井創剤研究所代表、静岡県立大学名誉教授・薬学部客員教授。
大正製薬株式会社開発研究所製剤研究室室長、大正製薬株式会社大宮工場製剤一部副部長、大正製薬株式会社品質試験センターセンター長、静岡県立大学薬学部教授、静岡県公立大学教職員組合委員長（第3代）、社団法人日本薬剤学会理事などを歴任した。

## 来歴

### 生い立ち
1952年生まれ。東京大学にて薬学を修め、1975年に薬学部製薬化学科を卒業し、薬学士の称号を得た。その後、1986年には、星薬科大学より薬学博士の学位を取得している。論文の題は 「固形製剤の溶出過程における有効表面積の経時変化に関する研究」。

### 研究者として
1975年、大正製薬に入社し、同社の総合研究所にて研究員となった。その後は、開発研究所の製剤研究室室長や、大宮工場の製剤一部副部長などのを経て、品質試験センターのセンター長に就任した。また、米国薬局方の諮問委員や、厚生省の日本薬局方調査会の物理的試験法委員を務めるなど、日本とアメリカ合衆国の薬局方にも関わっている。
2007年、静岡県立大学に転じ、薬学部薬学科の教授に就任した。また、大学院薬学研究科の教授も兼務している。そのほかにも、厚生労働省の独立行政法人である医薬品医療機器総合機構にて専門委員を務めている。2018年3月31日をもって静岡県立大学を定年退職した。その後は板井創剤研究所にて代表を務めている。また、古巣である静岡県立大学においては、薬学部の客員教授を兼任している。なお、これまでの功績を称え、静岡県立大学より名誉教授の称号が授与されている。

## 研究
専門は薬学であり、特にプレフォーミュレーション、製剤設計、ドラッグデリバリーシステムといった分野を専門に研究している。薬効に優れた医薬品候補物質の安定性、体内動態、物性を製剤学的な手法で改善し、新たな機能性を持つ医薬品の開発を目指している。

## 略歴
- 1952年 - 誕生。
- 1975年 - 東京大学薬学部卒業。
- 1975年 - 大正製薬総合研究所研究員。
- 1991年 - 米国薬局方諮問委員。
- 1995年 - 厚生省日本薬局方調査会物理的試験法委員。
- 1996年 - 大正製薬開発研究所製剤研究室室長。
- 2000年 - 東邦大学薬学部客員講師。
- 2002年 - 大正製薬大宮工場製剤一部副部長。
- 2004年 - 大正製薬品質試験センターセンター長。
- 2007年 - 静岡県立大学薬学部教授。
- 2008年 - 医薬品医療機器総合機構専門委員。
- 2018年 - 静岡県立大学退職。
- 2018年 - 静岡県立大学薬学部客員教授。
- 2018年 - 静岡県立大学名誉教授。

## 著作

### 単独執筆
- 板井茂「溶出試験・放出試験装置」『ファルマシア』21巻12号、日本薬学会、1985年12月1日。ISSN 0014-8601, doi:10.14894/faruawpsj.21.12_1224
- 板井茂「固形製剤の溶出過程における有効表面積の経時変化について」『粉体工学会誌』 1987年 24巻 2号 p.89-100、粉体工学会。ISSN 0386-6157, doi:10.4164/sptj.24.89
- 板井茂「『第8回製剤と粒子設計シンポジウム』印象記」『粉体工学会誌』29巻4号、粉体工学会、1992年4月。ISSN 0386-6157
- 板井茂「Good Mental Practice」『薬剤学』63巻3号、2003年9月1日。ISSN 0372-7629
- 板井茂「医薬品と剤形」『ファルマシア』2004年 40巻 9号 p.822-826。ISSN 0014-8601, doi:10.14894/faruawpsj.40.9_822
- 板井茂「新しい薬学教育課程と薬剤学教育」『薬剤学』68巻3号、2008年5月1日。ISSN 0372-7629
- 板井茂「QOLの向上を目指した創剤研究」『薬剤学』69巻6号、2009年11月1日。ISSN 0372-7629

### 共同執筆
- Shozo Kouchiwa et al., "Prediction of Available Surface Area of Powdered Particles of Flufenamic Acid in Tablets", Chemical & pharmaceutical bulletin, Vol.33, No.4, Tokyo: Pharmaceutical Society of Japan, April 25, 1985. ISSN 0009-2363
- Shigeru Itai et al., "Influence of Wetting Factors on the Dissolution Behavior of Flufenamic Acid", Chemical & pharmaceutical bulletin, Vol.33, No.12, Tokyo: Pharmaceutical Society of Japan, December 25, 1985. ISSN 0009-2363
- Shigeru Itai et al., "Effect of Compression Pressure and Formulation on the Available Surface Area of Flufenamic Acid in Tablets", Chemical & pharmaceutical bulletin, Vol.34, No.3, Tokyo: Pharmaceutical Society of Japan, March 25, 1986. ISSN 0009-2363
- Shigeru Itai et al., "Kinetic Approach to Determine the Generation Rate of Available Surface Area during the Dissolution Process", Chemical & pharmaceutical bulletin, Vol.34, No.3, Tokyo: Pharmaceutical Society of Japan, March 25, 1986. ISSN 0009-2363
- Yasuo Nakagawa et al., "Physicochemical Properties and Stability in the Acidic Solution of a New Macrolide Antibiotic, Clarithromycin, in Comparison with Erthyomycin", Chemical & pharmaceutical bulletin, Vol.40, No.3, Tokyo: Pharmaceutical Society of Japan, March 25, 1992. ISSN 0009-2363
- Kuniaki Ishii et al., "A New Pharmacokinetic Model Including in Vivo Dissolution and Gastrointestinal Transit Parameters", Biological & pharmaceutical bulletin, Vol.18, No.6, Tokyo: Pharmaceutical Society of Japan, June 15, 1995. ISSN 0918-6158
- 石井邦明ほか「消化管内で分解する薬物の生体内挙動解析」『薬剤学』55巻、1995年8月30日。ISSN 0372-7629
- 西村真理ほか「水和物の相互転移と物理化学的性質に関する検討」『薬剤学』55巻、1995年8月30日。ISSN 0372-7629
- Kuniaki Ishii et al., "In Vitro Dissolution Tests Corresponding to the in Vivo Dissolution of Clarithromycin Tablets in the Stomach and Intestine", Chemical & pharmaceutical bulletin, Vol.43, No.11, Tokyo: Pharmaceutical Society of Japan, November 15, 1995. ISSN 0009-2363
- Shusei Ito et al., "Improvement of Dissolution Characteristics of a New Chalcone Derivative, SU-740 : Comparison between Size Reduction, Solid Dispersion and Inclusion Complexation", Chemical & pharmaceutical bulletin, Vol.43, No.12, Tokyo: Pharmaceutical Society of Japan, December 15, 1995. ISSN 0009-2363
- 中野真理ほか「タキソールのミセルキャリアーとしての新規両親媒性キトサン誘導体の開発」『薬剤学』58巻、1998年3月5日。ISSN 0372-7629
- 山口哲夫・福島由美子・板井茂「リポ製剤からの薬物放出挙動に関する解析法の比較」『Drug delivery system』13巻6号、1998年11月10日。ISSN 0913-5006
- 卜部真精ほか「微量粉体試料における圧縮性評価」『薬剤学』60巻1号、2000年3月20日。ISSN 0372-7629
- 矢島稔央・板井茂「モノステアリン酸グリセリンの結晶転移速度の算出」『薬剤学』61巻、2001年3月5日。ISSN 0372-7629
- 三輪明生・矢島稔央・板井茂「流動層造粒における適正添加水量の予測」『薬剤学』61巻、2001年3月5日。ISSN 0372-7629
- 馬門孝治ほか「AMCEを溶解したモノステアリン酸グリセリンの結晶転移」『薬剤学』62巻、2002年3月5日。ISSN 0372-7629

## 関連人物
- 岩尾康範
- 近藤啓